# Маестро
Вижте пояснителната страница за други значения на Маестро.
Маестро (на италиански: maestro – майстор, учител) е термин, предимно музикален, от италиански произход.

## Музикален термин
Терминът най-често се използва в класическата музика като звание за изключително уважение към изтъкнат музикант. Навлязъл е чрез повсеместното използване на италиански думи в терминологията на класическата музика. Употребява се за композитори, изпълнители (инструменталисти и вокалисти), диригенти, музикални режисьори и педагози, импресарии. В италианската опера се използва не само за диригенти, но също и за репетитори и помощник-диригенти.
В България терминът е широко известен за маестро Георги Атанасов - композитор и диригент, считан за основател на българското оперно изкуство, въз основа на квалификацията „маестро“ от дипломата му от Консерватория „Росини“ в Пезаро. В музикалните среди се използва за композитори, диригенти, педагози и пр.

## Извън музиката
В по-широк смисъл терминът се употребява за отличаване на майстори не само в музиката, но и в други сфери на изкуството, обикновено за специалисти с дълбоки познания в своята област, от когото други се учат.
„Маестро“ се използва и в спорта: за инструктори по фехтовка и за водещи шахматисти.
Особено влиятелният председател на Федералния резерв на САЩ също е наричан „маестро“.